# 春節
春节是以农历計算的中国传统新年，是汉族四大传统节日之一。從明代開始，華夏新年節慶一般要到正月十五日元宵節之後才正式結束活動，有些地方的新年慶祝活動甚至到整個正月完結為止，其庆祝活动俗称過年、度歲等。辛亥革命後，官方紀年標準由農曆改為格里曆。華夏新年與朝鮮新年、越南新年、琉球新年和明治維新前的日本新年多數為同一日，而与藏历新年、蒙古新年同日或差一天或一月。
受漢字文化圈影响，春节在老挝、泰国、新加坡、馬來西亞、印尼、菲律賓等有眾多華人聚居的東南亞地區也是重要的节日。在中國大陸、香港、澳門、台灣、新加坡、馬來西亞、印度尼西亞、朝鮮半島、越南、菲律賓、模里西斯、蘇利南等地，农历新年都是法定假期。纽约曼哈頓華埠的中國新年遊行是除亞洲以外规模最大的中国新年活动。春節于2023年成为联合国假日，并于2024年列为人类非物质文化遗产代表作。

## 名称

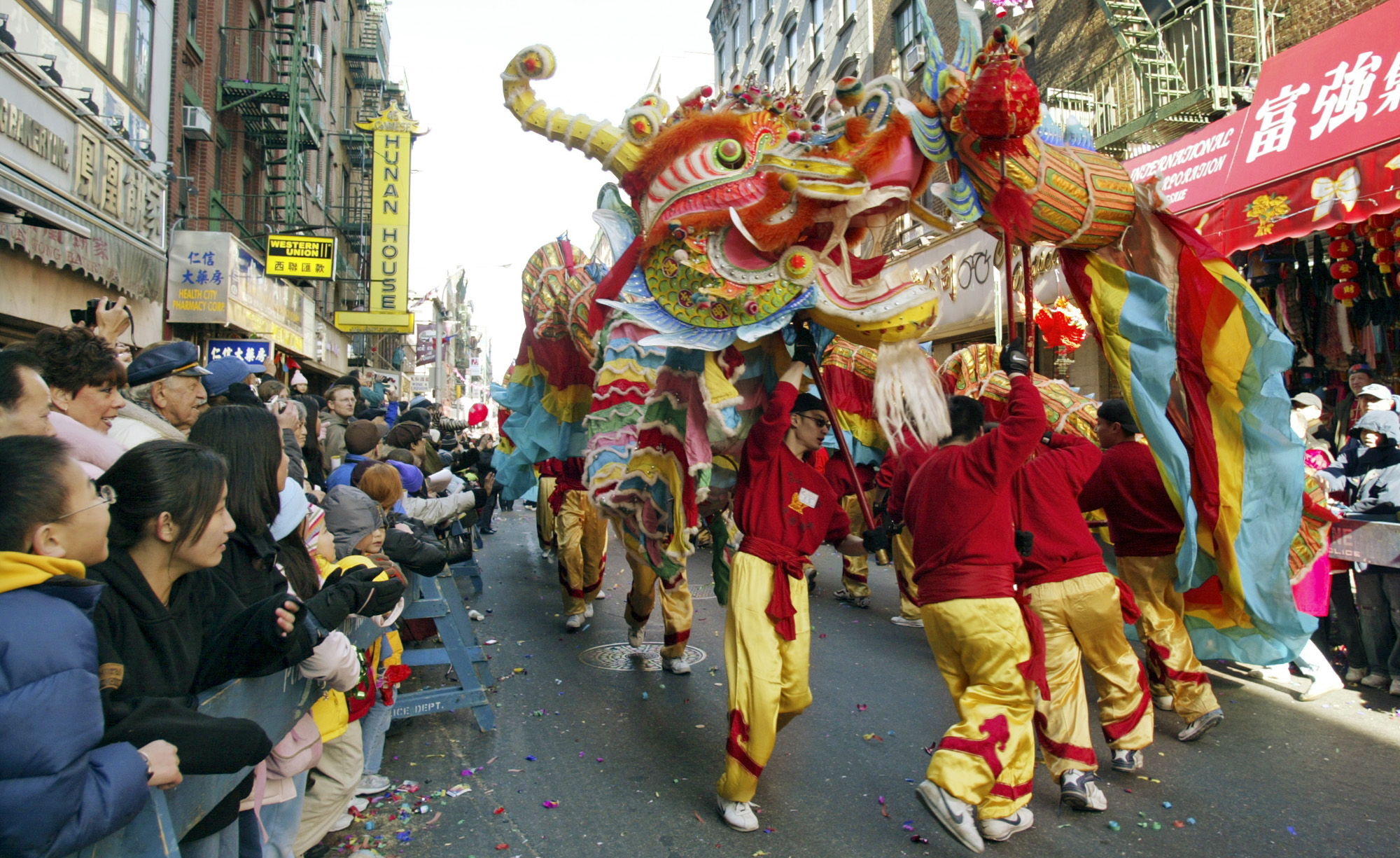
纽约曼哈頓華埠的中國新年遊行是除亞洲以外规模最大的中国新年活动。

農曆正月初一為一年之首，故稱「歲首」，又稱「年節」、「元旦」、「元正」、「元朔」、「元日」、「正旦」、「新正」、「新春」、「履新」。臺灣話習稱「新正」（sin-tsiann）、「開正」（khui-tsiann），慶祝活動叫「過年」（kuè-nî）。
古有「三正」之說，夏朝正月建於寅（孟春一月），殷朝正月建於丑（季冬夏曆十二月），周朝正月建於子（冬至月，仲冬夏曆十一月）。歷代新年元旦日期不盡相同，夏朝以寅月（端月，以雨水為中氣）初一為一年之首（寅首），商朝以丑月（臘月、全月以大寒為中氣）初一為元旦（丑首），周代以子月（葭月，以冬至為中氣）初一為元旦（子首），秦代以亥月（陽月，以小雪為中氣）初一為歲首（亥首）。此謂改正朔。直到漢代遵循儒家「行夏之時」之教義，漢武帝下詔推行太初曆，才又明確規定正月初一為歲首，以之為夏曆新年。自此，隋唐宋明皆以夏曆正月初一為元旦。元慶之賀始於漢高祖劉邦。民國建立以來之春節就是夏曆元旦。
1912年中華民國成立，引入格里曆（又稱阳曆）为新曆，定格里曆1月1日为新年元旦。「春节」本來專指二十四節氣中的立春。1914年1月，中華民國臨時大總統袁世凱定阴历元旦為春節，自此「春节」一名就用來指阴历新年
香港、澳門的正月初一假期，官方中文分別稱作「農曆年初一」、「農曆正月初一」；英文为Lunar New Year's Day（1968年前为Chinese New Year's Day），葡萄牙文为1.º dia do Novo Ano Lunar。

### 天文含义

華夏歲首相對於西曆

華夏曆法定義冬至所在之朔望月為十一月（子月），係因北半球冬至時太陽方位偏南，其時日影最長易於測量之故。據此，漢人劃分黃道（即地球公轉太陽一圈）為四季，十二節、十二氣，七十二候，統稱「季節氣候」。黃道如同十二節的竹子，寅月（立春-驚蟄）對應正月。立春緊接於大寒之後，後接雨水，象徵一年最寒冷之時結束。華夏曆法有96.9%年份以最接近立春之朔日（月缺之日）為正月初一。自周朝起，華夏曆法以夜半子正（0:00）換日。
立春緊接於大寒之後，後接雨水，象徵一年最寒冷之時結束。華夏曆法一般以最接近立春之朔日（月缺之日）為正月初一，日期一般落在大寒至雨水（在公曆1月21日至2月20日）之間。立春則在2月4日或2月5日。

## 起源与传说
過年習俗源自何時很難考究，不過一般認為起源於殷商時期的歲末年頭祭神、祭祖活動（臘祭）；傳說最早在堯舜時就有過春節的風俗。農曆正月是一年之開始，而正月初一平均在立春附近。節日的時間相信和農業勞作影響有關，《爾雅》記載：「唐虞曰載，夏曰歲，商曰祀，周曰年。」說明「年」的稱謂從周朝開始；甲骨文和金文中的年字都有穀穗成熟的形象，《說文解字》也稱：「年，穀孰也。從禾千聲。春秋傳曰大有年。」農曆一年最後一日（臘月大為30日，月小29日），稱為「除夕」，除夕晚全家人團圓食年夜飯（農曆一年中最後一頓飯），年夜飯以後有發壓歲錢和熬年夜（守歲）習俗，表示從上一年最後一日守到下一年第一日。

### 腊祭说

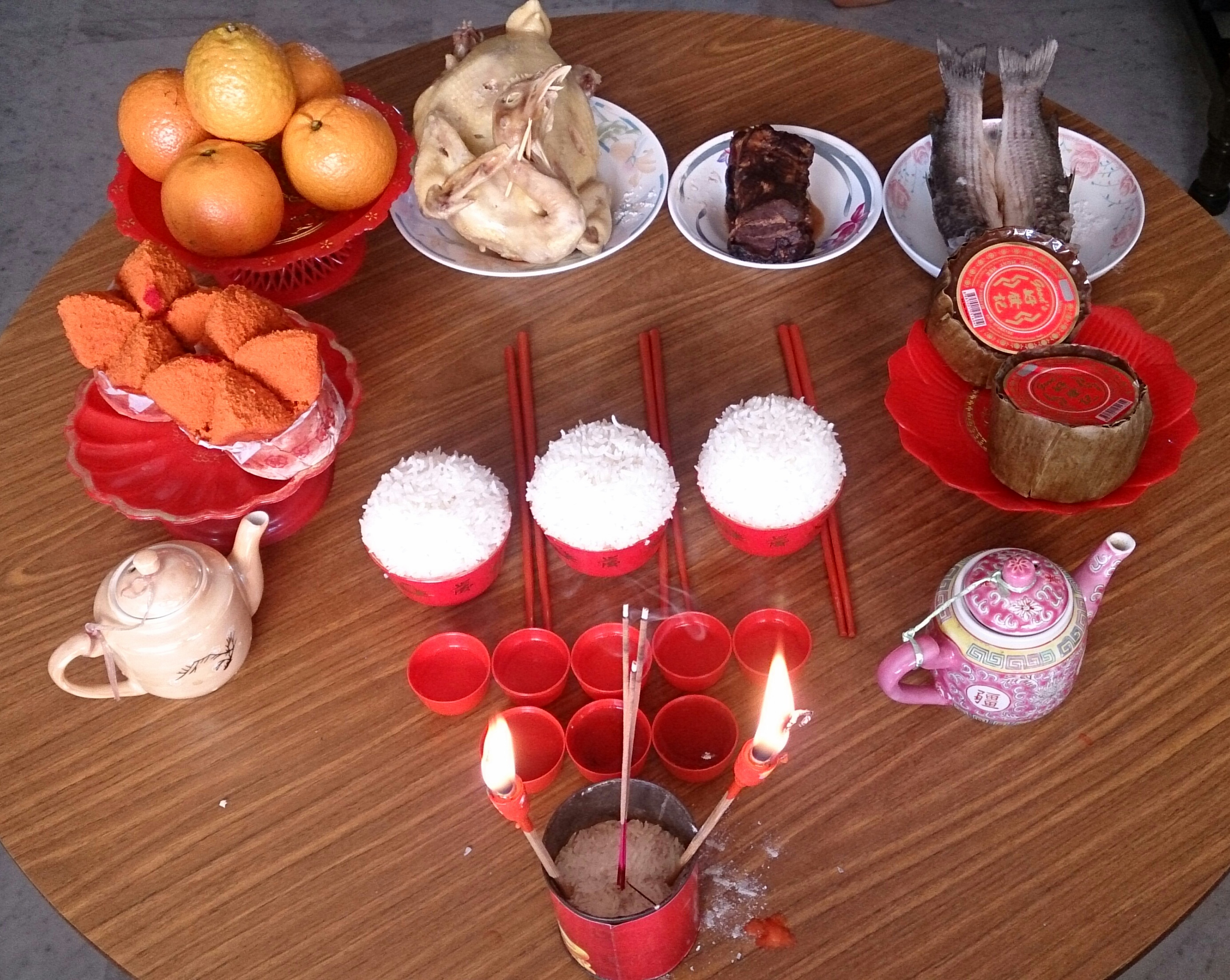
新春祭祀眾神明

春節源於上古蠟（通臘）祭，距今已有四五千年歷史，用以祭農神兼及百神、先祖:247。每逢臘盡春來，人們就要殺掉牲畜，祭祀祖宗和上天，祈求新一年可以風調雨順、無災無禍、收成興旺。:96

### 巫术仪式说
该说法认为春节源于古代的巫术仪式，是原始信仰巫术的一种具体体现。原始人认为人的意志和力量可调整和控制自然事物的发展。饮食、祭祀、装饰、游艺、娱乐和语言、行为、饮食等一系列禁忌都是围绕辟邪祈吉展开的，人们希望通过它们赶走邪恶、得到幸福。此后随着时间的演变，春节慢慢变成了一种庆祝活动。

### 鬼节说
根据该说法，由于科学知识的贫乏和生产力的低下，以前的人们抵御自然灾害的能力很差，经常被冬天的寒潮侵扰，而且粮食的匮乏也是这些人提心吊胆。早春时节来临后，青黄不接，生命更是受到了威胁，老人和儿童首先会因饥饿、寒冷和其他各种恶劣因素而死去。这使得人们非常惊恐，怀疑是鬼神所致。这段令人恐慌的时节一过，人们便会相互道贺。这种现象逐渐演变成了春节。

### 年兽
据古代民间传说，春节期间，冬天野外会出现一种叫“年”的猛兽，也叫“夕”。年兽一年出没一次，这一日叫“过年”（年来了），过年这一夜叫“除夕”（除掉夕）。年兽“夕”十分凶残，半夜走家串户吃人，炎黄先祖为了躲避年，那举家团圆在一起，围坐在一起抵抗年兽。由于年兽每年出没一次，炎黄先祖在于其无数次斗争中，摸索出了斗争诀窍，年兽虽猛，但惧怕红色、火光和巨响。因此，家家户户在门口贴上红春联，在家门口燃起篝火，放爆竹，年兽看见人家门上贴着红对联，门口有红火燃起，爆竹霹雳乱响，還會和長輩拜年，就趕走了年獸。
也有一种说法是，该猛兽是“夕”而非“年”。春节是除夕而后过年。“夕”是一种幽幽的怪物，而“年”从字义上也和动物猛兽无关，更像是丰收成熟的意思。古文中也无年兽的记录，而仅仅始于民国时期的说法。

## 历史变迁

### 唐朝以前
殷商：部分人认为新春起源于殷商时期祭天、祭祖活动。
西周：新春期间开始有农业庆祝活动。
汉朝：形成正式新春礼仪，并开始有爆竹（烧竹子）。
魏晋：开始有鞭炮和守岁习俗。

### 唐朝
唐朝，新春时分一般共放七日假。《假宁令》这样写道：
|  | 元正、冬至，各给假七日。 |

但也有例外：私塾先生和学生的假期长达一个月，农民可能大年初一仍然需要劳动。唐德宗李括时，曾经实行过“单号上朝，双号休假”的制度。此外，对许多普通百姓而言，没固定的假日——新年到了，假日就到了。
在除夕守岁结束后的元正之日，唐朝人会举行“大朝会”、“大陈设”和“大赦令”。在大朝会中，皇帝头戴垂着十二串白珠的衮冕，在皇宫正殿面见5000名百官、前来通报各地情况的朝集使以及各国的使者们:180。大朝会更像是一种礼仪活动而非政事会议。大赦令就是对犯人既往不咎。大陈设时，许多象征着国家最高级别的礼器都被端出来以彰显大唐的国体，皇帝、朝廷官员、各地的朝集使和皇室宗亲身着端庄正式的服装，下官需按等级次序进行的向皇帝拜贺：首先皇太子、三公（司徒、司空与太尉）要率先道贺；接下来中书令需将各个地方的贺表宣读；门下省的黄门侍郎随后上奏各地的祥瑞情况；然后户部尚书上奏各州的进贡物品名单，礼部尚书上奏邻国的进贡情况，太史局的太史令汇报天象；最后门下省的长官侍中宣布仪式结束。中书令带领中书门下两省的中高级官员一起上前向皇帝拜贺。
五代：後蜀：开始有春联。後蜀题写的“新年納餘慶，佳節號長春”是最早一副春联。

### 宋至清
宋朝人开始使用火药制成的鞭炮。北宋除了宋太祖時期制度未定外，自宋太宗即位到宋真宗退位，官員元日均給七日長假。包拯上書仁宗，建議縮短為五日，故宋仁宗與宋神宗時新年假期五日。因朝臣不滿，宋徽宗後又恢復到七日。南宋建國初期顛沛流離，官員沒有年假。自紹興和議後的第二年到南宋滅亡，官員每年春節假期大致上都是五日。宋朝私塾學生一年放寒假一個月，從臘月初八（臘八節）放到正月初八結束。鄉下學生多放春假、秋假各一個月回家幫忙農事。每逢春社、秋社、端午、中秋、重陽、冬至，私塾大多也會放一日假。太學只在寒食、冬至、新年各放3日假，每年9日假；但學生往往隨父親赴外地就職，一請假就好幾個月，直到年終才回校大考，考試合格即可當官。宋寧宗時，一般勞工（應役丁夫）元日、寒食、冬至、臘日各放假三日。
宋朝冬至主食為「餛飩」（類似今日的餃子）。年夜飯主食為「餺飥」（手擀麵羹）、春盤。春盤亦為立春主食。
元朝漢人受蒙古影響，叫新年作“白节”，放假三日。

### 辛亥革命後
辛亥革命後，民國改用公曆。新文化運動興起後，北洋政府亦提倡破舊立新，提倡廢除「舊曆」，改用公曆來慶祝新年。袁世凱将元旦定义为西历1月1日，将春节定义为农历正月初一。國民政府於抗日戰爭前曾试图废除阴历新年，將過年習俗改為西曆新年進行，但不被當時國人接受，爾後停止相關法令。

#### 北洋政府
內務部民治司第一科，向大總統袁世凱請求，定新春（春節）、端午節（夏節）、中秋節（秋節）、冬至（冬節）為四節。

內務部民治司第一科呈大總統

事由：呈擬規定四節由

總長 朱啟鈐（蓋章）

中華民國三年一月二十一日一
為呈請事，竊自新邦肇造陽曆紀元，所以利國際之交通，定會計之年度，允宜垂為令甲，昭示來茲，但乘時布令，當循世界之大同，而通俗宜民，應從社會之習慣。故日本維新以來，改正曆法，推行以漸，民間風俗之所關係，悉屬因仍未改，春秋佳日，舉國嬉嬉，或修祓禊，或隆報饗，歲時景物，猶見唐風，良以徵引故事，點綴承平，不但為經濟之節宣，且可助精神之活潑。我國舊俗，每於四時令節，遊觀祈獻，比戶同風，固由作息之常情，亦關人民之生計。本部風俗，衡度民時，以為對於此類習慣，警察、官吏未便加以干涉，即應明白規定，俾有率循。擬請：定陰曆元旦為春節，端午為夏節，中秋為秋節，冬至為冬節。凡我國民均得休息，在公人員亦准給假一日，本部為順從民意起見，是否有當？理合呈請大總統鑒核施行。謹呈
大總統 內務總長

袁大總統批曰：“據呈已悉，應即照准，此批”。
而後，內務部將此令頒行全國。

內務部訓令第  號（另令順天府尹，步軍統領，警察廳類同）

中華民國三年一月二十三日
令各省民政長

新邦肇造陽曆紀元，所以利交通而便會計，允宜垂為令甲，其四時令節，關於社會風俗人民生計，本部衡度民時，對於此類習慣，未便干涉，呈明大總統：以陰曆元旦為春節，端午為夏節，中秋為秋節，冬至為冬節，國民均得休息，在公人員亦准給假一日，以順民意，而從習慣等因，奉大總統批：“據呈已悉，應即照准，此批”。奉此，除電知外，合行抄錄原呈，令行該民政查照，並轉行各機關知悉，此令。

#### 禁止過農曆年
1928年5月7日，中華民國內政部呈國民政府，要求“實行廢除舊曆，普用國曆”。原因是：“考社會日常狀況，十餘年來，依然沿用舊曆，罔知改正，……”。“擬辦法八條，冀從根本上謀徹底之改造。”其中第二條是嚴禁私售舊曆、新舊曆對照表；第三條是嚴令京內外各機關、各學校、各團體，除國曆規定者外，對於舊曆節令，一律不准循俗放假；第四條是通令各省區市妥定章則，公告民眾，將一切舊曆年節之娛樂、賽會等一律加以指導改良，按照國曆日期舉行。
1930年，國民政府重申：“移置廢曆新年休假日期及各種禮儀點綴娛樂等於國曆新年：（一）凡各地人民應將廢曆新年放假日數及廢曆新年前後所沿用之各種禮儀娛樂點綴，如賀年、團拜、祀祖、春宴、觀燈、扎彩、貼春聯等一律移置國曆新年前後舉行；（二）由黨政機關積極施行，並先期布告人民一體遵照辦理，廢曆新年不許放假，亦不得假藉其他名義放假。”廢止綿延了幾千年的傳統節日殊為不易，命令出臺後即遭到了其他黨派及社會團體的反對，指責國府摒棄中國傳統文化。
據時人記述，農曆新年期間，官府派警察到關門停業的商店，強迫其開門營業，並將元寶茶及供祀的果品搗毀，有的還要處以罰金，“甚至鄉間售賣曆本的小販，亦一並捉去拘役。一時間人心惶惶，將一個歡天喜地的新年，弄出啼笑皆非之狀”。當時人們怨聲載道，隨即想出了方法，自行宣布「本店整修」或「本店店主因親友聚會，停售五日（正月初一至初五）」，各商店一樣關門。官吏亦無可奈何，最後，民間更是陽也不奉，陰則全違，民間慶賀農曆新年一切如故，一兩年後，政府亦不再禁止民眾慶祝舊曆新年。
1934年，國民政府停止了強制廢除華夏曆，要求“對於舊曆年關，除公務機關，民間習俗不宜過於干涉”。

#### 文革化春節
文化大革命時期的1967年，中华人民共和国国务院發出通知，要求群众“移风易俗”，“过一个革命化、战斗化的春节”。春节之际要抓革命、促生产，大干到腊月二十八，大年三十不歇脚，除夕吃忆苦饭，初一早上就出工。春節不再放假，傳統習俗則視為四舊被廢除。報紙一片響應之聲，要求舉國上下“過一個革命化春節”。从此“革命化”十余年，直到改革开放后的1980年，春节休假被恢复。

#### 港澳地區
港英政府不干預華人傳統習俗，于1875年通过的《公眾假期條例》将农历新年（Chinese New Year's Day）列入銀行假日。二戰後，农历新年及新年第二日于1947年被正式成为公众假期，1967年将第三日列入。1968年4月英文名称在華民政務司建议、輔政司支持下改为Lunar New Year，中文名称不影响。香港郵政局在1968年春节期间发行的邮票中已开始使用Lunar New Year一词。港英政府亦積極參與慶祝農曆新年，包括街道佈置和管理年宵市場。1965年起，港督每逢農曆新年前夕，都會發表新年賀詞。
澳葡政府于1982年将「農曆新年」（葡萄牙語：Novo Ano Lunar）列入澳門政府假期。
1997年及1999年中國先後對香港、澳門恢復行使主權後，此做法轉由港澳行政長官發表，並延續至今。

## 小年及大年
在中國民間，特别是农村地区，有过小年和大年的习惯。大年是相對於小年之稱。但不同地區的「小年」和「大年」定義並不相同。一種說法，小年是祭灶節，多見於中國北方地區，而在江淮地區、福建、臺灣和日本，亦將元宵節稱為「小年」或「小正月」。在四川、重慶、貴州等地，過小年是指過除夕，元宵節為過大年。其他地區的「大年」一般指年初一至元宵節（年十五）。
傳統習俗新春的定義有幾種。在公司行號、公家機關是由除夕開始，至正月初五開工日。在各地皆以農曆正月初一為主，其次為除夕，而且春節假期僅有數日（一般是除夕或正月初一開始，至正月初五，或到正月初三，或到正月初六，按各地政府假期而定），因此所謂「新春」之說法，在現代社會，通常是指正月初一到初五。
但古時民間一般定義是以除夕開始，直到正月十五元宵節，俗稱「新正頭」。另一種定義是從祭灶節（臘月二十三或二十四）開始，直到新一年正月十五。還有從臘月初八臘八節開始，一直到二月初二龍抬頭結束。民間有「沒出正月就算過年」之說法。
部份地區和族群如華北地區、客家人、大和族、琉球族等，新春至正月二十才正式結束，最後一日是小填倉或天穿節；在福建馬祖地區重視元宵節擺暝，直到該村境之擺暝慶典過後，完成神明之過年。
- 小年，即农历腊月廿三日（或廿四），过去，过小年是「官三民四僧道五」，就是说凡是家有秀才以上的功名的都在腊月二十三日过小年，平民百姓是二十四日，道士與和尚的寺廟是二十五日。如今北方地区多在二十三日过小年。过小年的主要民俗活动是「辞灶」．就是「祭灶節」。灶王也叫灶君，民间称「灶王爷」。送灶王爷上天（燒掉供奉的灶王画），向玉皇大帝报告他所在的一家，在过去一年的表现。为了让灶王爷说好话，要供奉糖瓜，送行时还要用糖糊在他嘴上，让他上天言好事。到除夕再迎灶王回来，就是请（买）一张新的灶王画（画上画有灶王爷和他的太太灶王奶奶）供在厨房。画的两侧通常贴一副对联：上天言好事，下界保平安。横批：一家之主（亦有：敬神如在）。
- 在中國北方，一般在農曆臘月（十二月）廿三日過小年。但在南方的湖北、湖南、江西等同樣是漢族聚集地的省份，則往往於農曆臘月（十二月）廿四日過小年，而上海，江苏南部，浙江於農曆大年夜（除夕）前一日（农历腊月倒数第二日）過小年。因此，農曆小年在中國南北方不同地區並非是同一日。
- 大年从腊月最末一日开始，一般认为到正月十五日元宵节为止，亦有未出正月就是年的说法。
- 在中國部分地區（如江淮地區等），亦稱元宵節為「小年」。
- 在四川、重慶、貴州等地，在農曆臘月三十過小年，正月十五過大年。
- 在福建莆田地区，农历腊月三十为小年，正月初四为大年。

正月一些日子亦有不同別稱：
- 初一為雞日
- 初二為犬日
- 初三為豬日
- 初四為羊日
- 初五為牛日
- 初六為馬日
- 初七為人日
- 初八為穀日
- 初九為麥日
- 初十為粟日

## 习俗

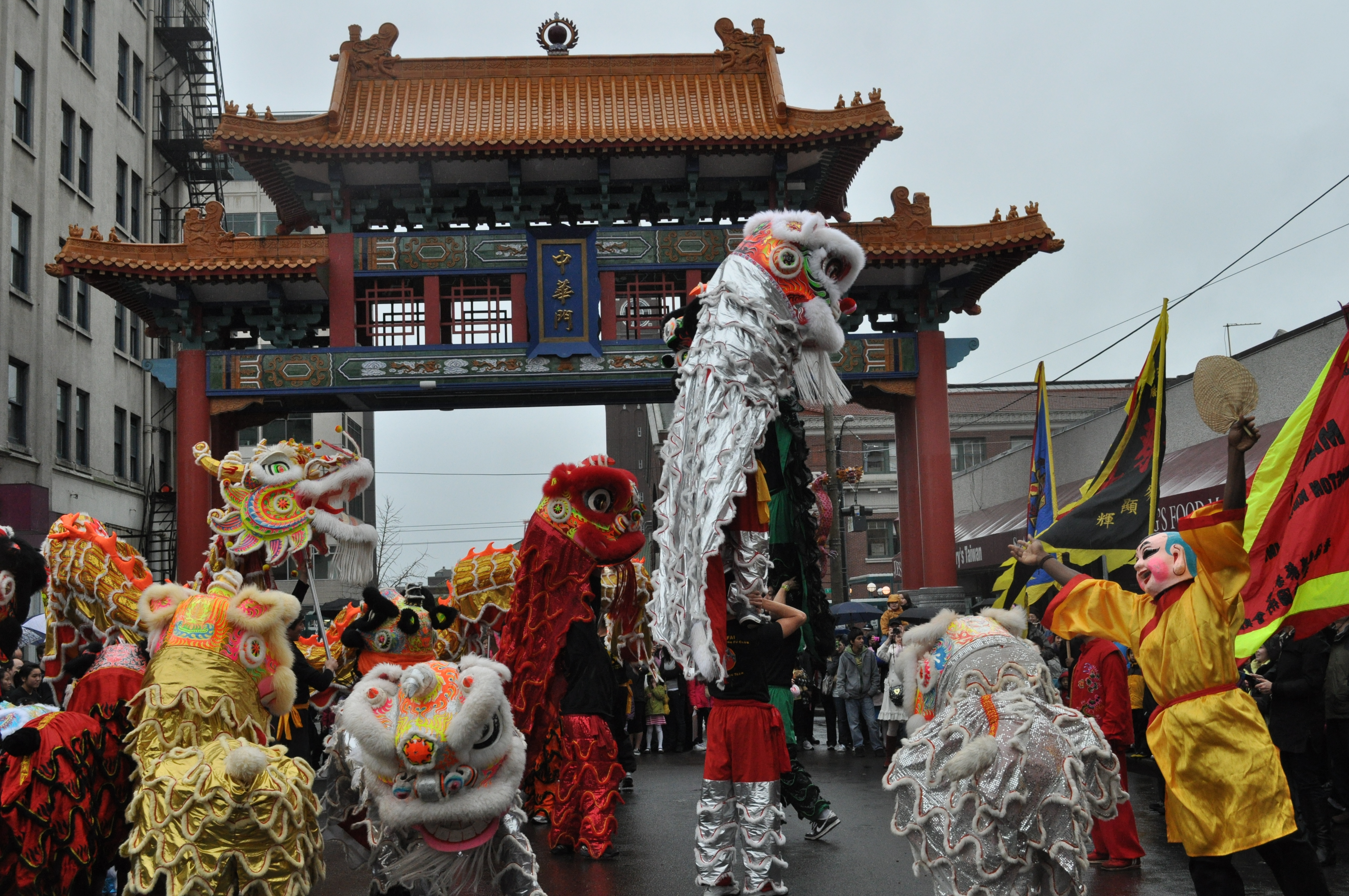
美國西雅圖，慶熙園唐人街牌坊舞獅

### 春節前
在正月初一前的臘月初八為腊八節，別稱為小年夜。而在臘月二十三日則為祭灶節（也叫送灶），民間相傳灶神於臘月二十四日的子時返回天庭向玉皇大帝復旨。因此部分地區也有過小年一詞，而在臘月二十四日則為清屯（也叫“送神日”），民間相傳灶神和神明在當天返回天庭複旨，因此神像也為空置。因此必須將神像打掃乾淨以便神明在之後返回神像，而在送神後則是收拾屋子以準備迎接除夕和春節的到來。

### 放鞭炮
踏入凌晨12點的正月初一，這一個時段必須要放鞭炮。寓意“辭舊迎新”。

### 红包

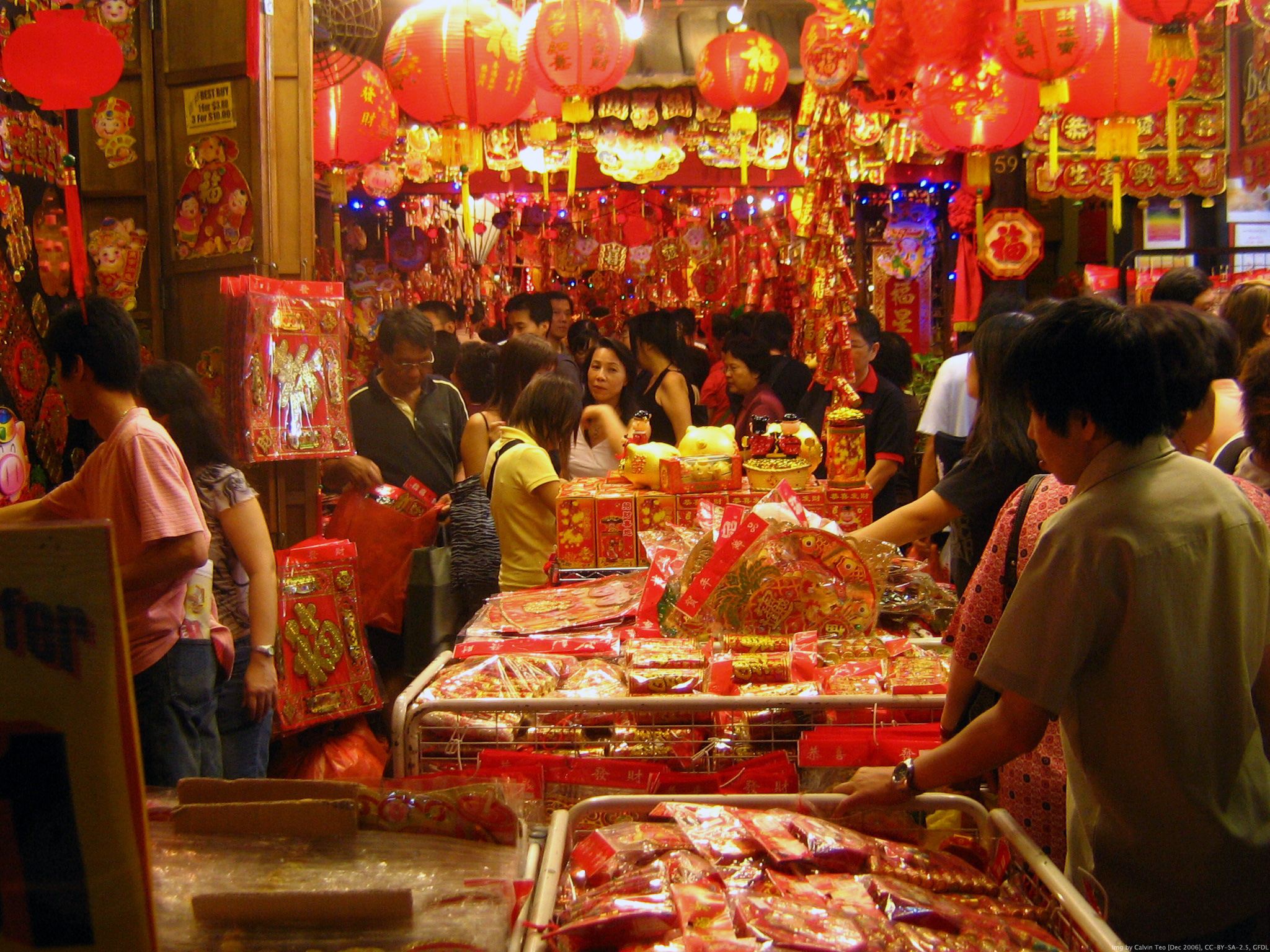
新加坡牛車水的年宵市場

春节期間，长辈會给予晚辈一些禮金，以紅色信封包著，称“压岁钱”，通稱為「紅包」（粵語作「利市」）。有經濟能力的子孫，也會給予長輩紅包。红包的金额不等：在中國大陸，人民幣一百元到一万多元不等；在臺灣，新臺幣六百元至六千元，都相當普遍。有些人講究红包的金额，必須为偶数，有别于在葬礼期间给予的奇数金额的“帛金”。数字“八”取其谐音“发”，常有幸运的意思，因此在美国，8美元的红包很常见。数字“六”取其谐音“溜”，也有在来年顺顺利利的幸运意味。数字“四”因其谐音“死”，所以包含着霉运。有些红包会装着巧克力硬幣。
索討红包的行为通常被称为“讨红包”，粤语称为“逗利市”。廣東習俗，红包通常由已婚夫妇给予家庭中未婚的晚輩。出于礼貌和习俗，晚辈会祝愿长辈在来年幸福、健康和好运。已婚人士也不会拒绝这样的要求，因为这将意味着發紅包的人来年会有好运。有些地區的人，會存放红包在枕头底下，直至七日过后才会开封。枕着红包睡七日，象征着好运和财富。
在現今香港、台湾，有时一些雇主也会给東南亞籍幫傭发红包作为奖励，但这样做是否适合仍存在争议。

### 礼物交换

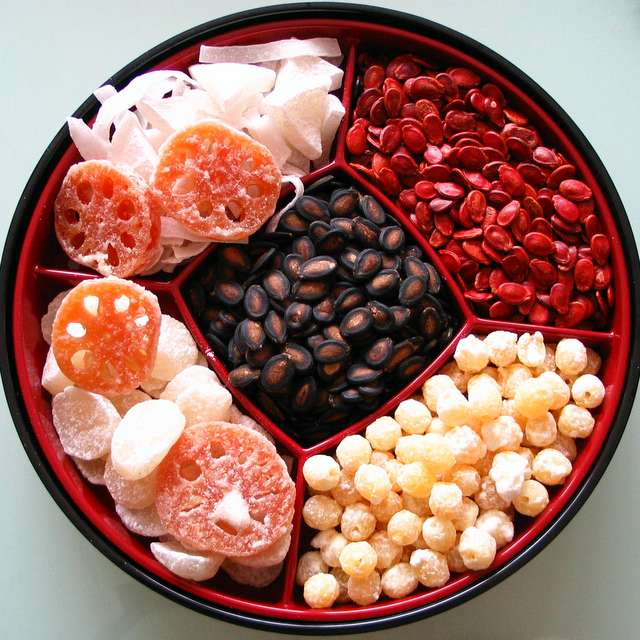
全盒

除了红包，朋友和亲戚间也会交换一些小礼物（一般为食物或甜食）。探亲访友时通常会带上礼物。常见的礼物包括水果（橘子等）、糕点、饼干、巧克力和糖果。但有些认为是禁忌的东西不能给，如時鐘（谐音“送终”）、绿帽子（象征妻子不贞）、鞋（谐音“邪”、「唉」；在臺灣意為「遠別」）、梨（谐音“离”）、手帕（有「拭淚」之意）、伞（谐音“散”）以及任何尖锐的物体（如象征着关系破裂的剪刀和小刀）。

### 集市

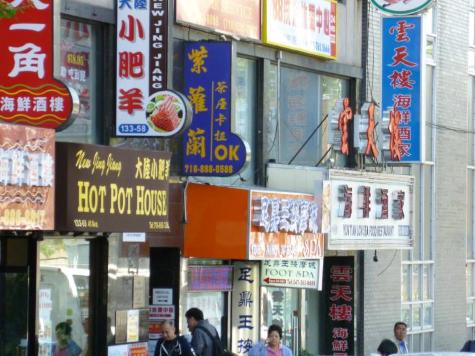
新春時分的法拉盛华埠的41大道、皇后区的唐人街、纽约

新年来临之际的集市或市场会贩售新年有關商品，如鲜花、玩具、服装甚至烟花，方便人们买礼物用来走亲访友或居家装饰。在一些地方，购买年花跟西方购买圣诞树的传统無甚不同。

### 贺年歌
在粵語地區，以調寄刘明源创作的经典传统民乐《喜洋洋》的《新春頌獻》較為流行，後來亦有香港音樂人譜寫其他賀年歌，如《財神到》、《歡樂年年》、《祝福你》等。亦有改篇自外國歌曲者，如《新年好》 ，旋律来自美国民歌《我亲爱的克莱门汀》。

### 贺年廣告
賀年廣告的長度一般都比平常的電視廣告的長度為短，通常只交代新年賀詞和該商號在新年期間的營業日期。而不少企業和品牌會透過廣告商進行拍片應節，以催谷銷量和覆蓋更大目標客群。同時亦可展示品牌力量和向公眾贈興。而各大品牌通常在農曆十二月前會加強宣傳，到農曆新年期間減少。而電視台考慮到不少人外遊或外出拜年下，導致電視收視率較平時低，會利用這段時間廉價套餐吸引客戶。
在香港，不少賀年廣告亦成為民間的集體回憶和家傳戶曉的文化，當中包括曾江代言的美源髮采廣告，可口可樂，恒生銀行，嘉頓紅罐曲奇，藍罐曲奇，能得利和生力啤等。

### 服装
农历新年期间穿的服装主要是红色或是其他鲜艳的颜色，因为人们认为红色能辟邪。此外，人们從頭到腳都穿新衣服，象征着新开始。亦有人穿著漢服等華夏文化特色服裝。

### 全家福
親族聚集在一起照全家福是重要仪式。照片会在房子的大厅或是屋外拍摄，家族里地位最高的长者会坐在中央。

### 饮食
- 年糕，取「年年高升」之意。廣東地區和蘇浙地區有所不同。
- 團圓飯 ，年三十晚一家人聚首的飯局。
- 包饺子：華北風俗，饺子形状像元宝，而且宋朝银票叫交子，所以人们认为过年包饺子会带来财气。
- 春卷，为了迎新春而卷起食材做成的食物，象徵喜气的到来。
- 汤圆，取团圆之意，江淮、江浙及華南等地方在除夕或者大年初一，以及元宵节必备的食品。
- 腊八粥、腊八醋、腊八蒜。
- 撈起魚生：南洋風俗，流行於星馬一帶，取「風生水起」之意。
- 魚：取「年年有餘」之意。
- 春饼：又名咬春。
- 萝卜：是黑龍江地區立春習俗之一，代表吉祥、祥和之意。
- 年粽：是四川、江苏等中國南方地区的粽子，俗称年粽。
- 火鍋、薑母鴨、燒酒雞：是台灣地方習俗之一，象徵團圓。

### 象征物

#### 裝飾和活動
| 種類       | 意義 |      |
| ---------- | --- | ---- |
| 燈籠       | 新春期間常見的裝飾。 |      |
| 春聯       | 粵語稱揮春，閩南語稱春仔，是一種在新春和立春時使用的傳統裝飾物，將賀年的吉利字詞用漂亮的書法，寫在紙上而成，一般是貼在牆、門之上。種類有對聯、斗方、福符、門心（門葉）、揮春（春條）、橫批。 |      |
| 福字       | 跟其他文化一樣，華夏新年傳統結合了更具象徵意義的元素。典型的例子有掛在門口的紅色菱形「福」字。倒掛的「福」字諧音「福到」，象徵著幸運、幸福和繁榮的到來。                           |      |
| 舞龍、舞獅 | 新春期間舞龍舞獅為常見的表演，象徵趨吉辟邪。 |      |
| 財神       | 象徵能帶來好運與財寶的福神。 |      |
| 年畫       | 年畫是彩色雕版印刷的一種形式，為新春常見的裝飾之一。 | 年畫 |
| 年花       | 新春期間擺設的花卉，為新春常見的裝飾之一。 |      |

#### 年花
新春流行的花卉装饰及其寓意如下：
| 花卉装饰 | 寓意                   |
| -------- | ---------------------- |
| 桃花     | 象征好运               |
| 金桔     | 象征吉利               |
| 水仙花   | 象征财富               |
| 竹子     | 象征節節高升           |
| 銀柳     | 象征有銀有樓，大富大贵 |
| 向日葵   | 象征好年头             |
| 茄子     | 象征健康               |
| 百合     | 象征安康               |

#### 贴春聯

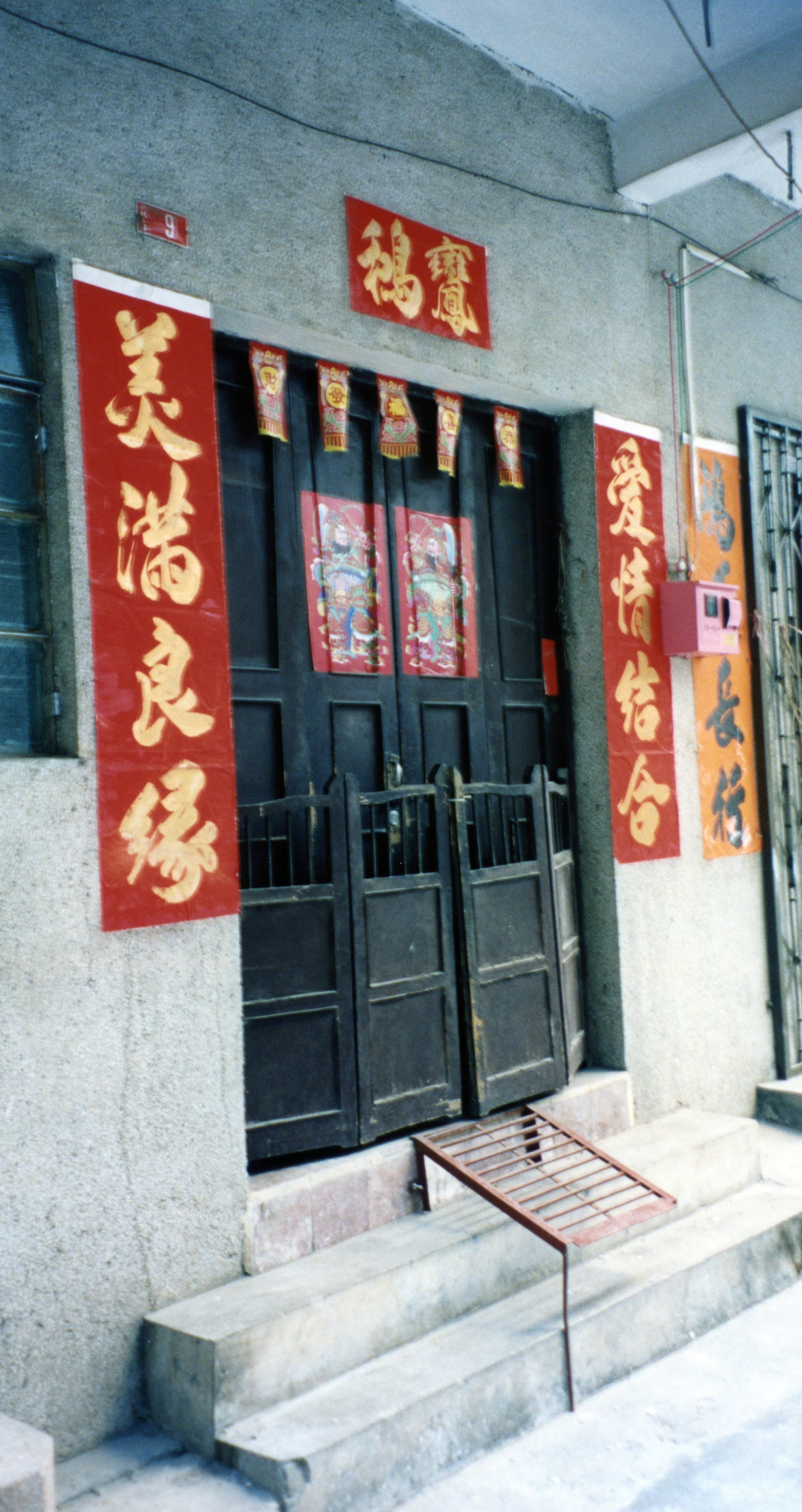
新春時在門口貼上增加喜慶氣氛及帶來好運的春聯

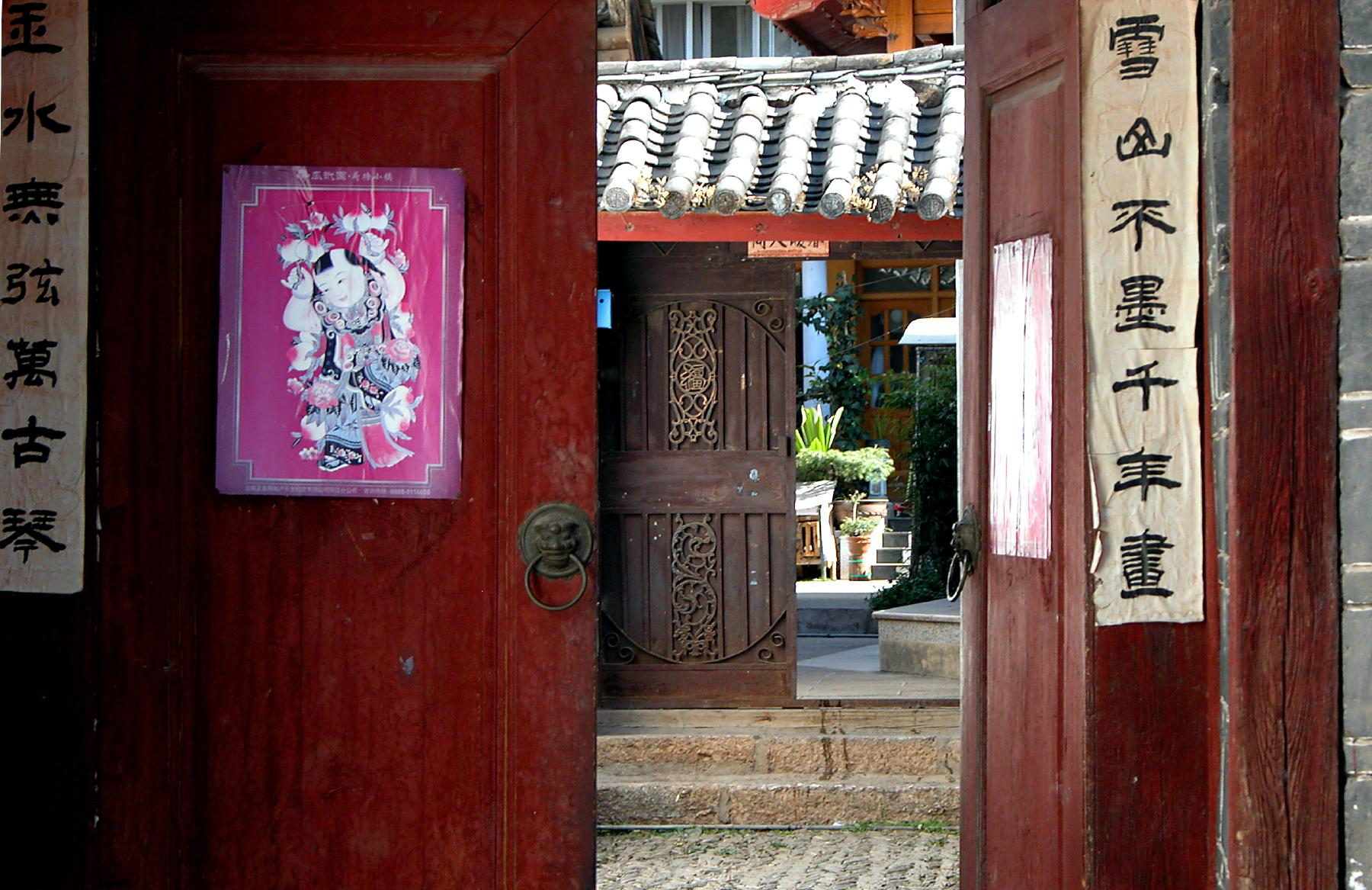
在云南丽江旧城区，房门两侧贴上了春联

- 贴法：

春联通常为两幅直联，每联的末字均有平仄声韵之别。正确的贴法为：末字仄声為上聯，贴在右边。末字平声為下聯，贴在左边。
如：
天增岁月人增寿（右）
春满乾坤福满堂（左）
- 典型的春联：
  - 天意回春呈萬象，人心同樂獲千祥
  - 一門天賜平安福，四海人迎富貴春
  - 四季平安則是福，一堂和煦便成春
  - 春到朱門增富貴，人居華夏永平安
  - 春臨天下花香好，福滿人間喜氣多

### 遇上白事
若有人去世，則這一年將沒有過年。其中三年之內不可貼春聯、放鞭炮、掛紅燈籠以及拜年等活動。隨著時代演變，部分習俗已縮短並保留部分，例如未過頭七不可貼春聯與放鞭炮。

## 各地年俗

### 中國大陸

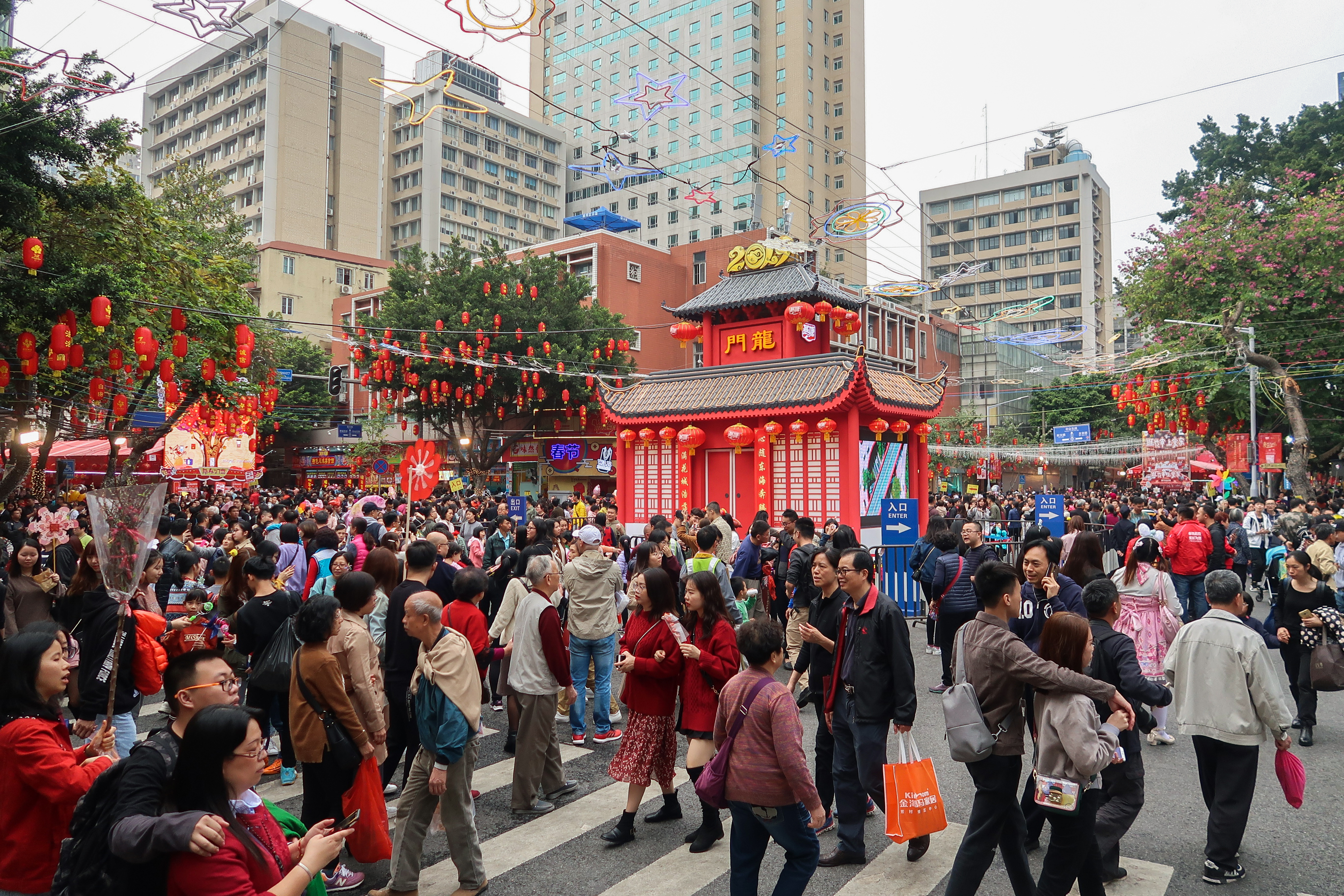
廣州越秀西湖花市

中国大陆幅员辽阔，各地年节习俗相异。全国而言，过年的气氛大多自腊八节就开始日益浓厚，至元宵节方结束，而在福州地區，過完正月廿九的拗九節，方才算做新春結束。
在中国大陆，春节是一个法定假日，自除夕一直至正月初六（部分年份除夕不休假，正月初七補假）；大中小学借春节而放寒假，多自腊月十五放至正月十五。各地各行业（尤其是劳动密集型产业）也会提前收工放假；至少在假日期间，普遍有工厂关门、市场停市、银行停业、沪深两大证券交易所和人民币外汇市场停盘，如此一年一度大规模的停工停业也成为人民群众讽刺中国崩溃论的题材；而另一些行业，如公安、消防、医疗、商业、物流、高精尖科研等则全年不放假，这些行业每年都能成为各大新闻媒体的报道和宣传对象。在中国大陆，有過年團圓之習俗，在外之学生和劳工在工作地和家乡往返，造成城市裡的外來人口同一時間大規模返鄉，形成旅客潮，即春運之主要組成部分，為交通系統帶來巨大壓力。
即使是实在不能回家的子女，也会在除夕夜向家里报一声平安，让家人不至于在新春佳节担心牵挂。中国大陆曾经出现过春节大量电话阻塞全国通讯网络的现象，而群发短信也曾成为“公害”；近年来随着QQ和微信的日渐流行以及国家对通信基础设施的建设，“视频拜年”、“网络红包”逐渐成为拜年的主要方式：2017年春节0点，微信平台一秒钟即收发76万个红包，而除夕全天的收发红包总数更高达142亿个。2018年春節期間，微信平台收發消息達到2297億條，音視頻通話175億分鐘。
自1980年代起，除夕夜观看中国中央电视台春节联欢晚会成了许多家庭的習慣，並直播至香港、澳門，馬來西亞（八度空間）、日本（Niconico、CCTV大富）、美國（美國中文電視）等地也會現場直播或實況錄播。各省电视台也会组织自己的春节联欢晚会，例如每年臘月廿四直播的湖南衛視小年夜春晚、臘月廿九播出的遼寧衛視春晚以及大年初一播出的江蘇衛視春晚、北京衛視春晚；诸如哔哩哔哩等网络平台也有春节特别节目（“拜年祭”、“汉服春晚”等）。随着中国经济条件改善和观众对春晚节目的认同度下降，也有许多家庭到餐馆过年或进行其他活动；而中国大陆其他关于春节的节目和活动则受到年轻人的追捧，尤其是支付宝和微信支付的春节特别活动，甚至反过来影响了春节联欢晚会。
中国宗教较多，尤其是融汇儒道释诸教的民间信仰氛围浓厚。春节期间，各地佛寺会举办庙会；也有民众自发到佛寺、道观宮庙、文庙、教堂、清真寺以及祖先坟墓牌位、烈士纪念碑等处祈求新年平安。
中国各界也会发行各类纪念品以纪念春节。每年春节前，中国人民银行会启动农历新年贺岁纪念币、金银纪念币（例如2021年11月發行2022中国壬寅（虎）年金银纪念币）的兑换；各大商场和网络平台也会发放各种优惠券以促进消费。
中国南北具体的年俗有较大差异，概括列举如下。至于具体年俗，每省、每县、每村以至每家都不完全相同。

#### 漢族南方地區
- 除夕：吃年夜饭、围炉火锅、炸春卷、包蛋饺、吃润饼。放红包包压岁钱在枕头下。
- 大年初一：祭拜天地眾神，做年糕、放鞭炮。先去长者家拜年，一般是所有人一同在最年长的老人家家里。长江流域一带有年初一早餐吃汤圆的习俗，寓意团团圆圆，甜甜蜜蜜。
- 大年初二：在南方，广东、港澳等地区初二要吃开年饭，尤其是做生意的人。开年饭除了包括年夜饭必吃的好意头菜肴之外，有些家庭会斩些烧肉，取红皮赤壮，喻意健健康康；有些人会用生菜铺金菇，喻意生“财”及“金钱满地”等。回娘家。
- 大年初三：祭祖，一般父或母一方已經去世的已婚女性，會在這一日回娘家祭祖，并順帶拜年。跟清明的“上坟”不同，祭祖只是祭拜祖宗牌位。
- 大年初四：娘家人来探望。
- 大年初五：俗称「破五」，要迎财神，“赶五穷”，包括“智穷、学穷、文穷、命穷、交穷”。人们黎明即起，放鞭炮，打扫卫生。鞭炮从里往外放，边放边往门外走，将一切不吉利的东西都轰将出去。这天，民间通行的食俗是吃饺子，俗称“捏小人嘴”。
- 大年初六：開市。舞龙、舞狮。
- 大年初七：回娘家。
- 大年初八：祭孟子。
- 大年初九：玉皇大帝壽誕，廣府人、潮州人、閩南泉漳人和客家人會以隆重祭禮祭拜天公。
- 大年十四：四川川北地区有过蛴蟆节的习俗，持“蛴蟆灯”游行，送走瘟神。

#### 漢族北方地區
- 除夕：守岁，吃年夜饭，晚上和好饺子麵切好饺子馅为初一包饺子做准备，因为初一忌动刀。
- 大年初一：早晨包饺子。傳統上北京（基本上是北方地區的傳統）老人初一是不出門的，親友、同事互相拜年。
- 大年初二：是回娘家拜年团聚。
- 大年初三：在河北等地的农村，这一日同样是要上坟的。一般都要带上点心、酒等祭品给已故祖先进行祭祀，并且放鞭炮让祖先“过年”。一般上坟只允许儿女等进行，嫁入本家的外姓人则不参与祭祖。
- 大年初四：一般新婚或者父母均健在的已婚女性，會在這一日回娘家拜年。
- 大年初五：窮日，在中國北方，這一日一般沒有人出門拜年，因為這一日是“黑道日”，一般從春節開始直到這一日才能掃家裏的垃圾出門，然後放鞭炮慶祝，希望迎來下凡的五路財神；有一副對聯“一脚踢出窮鬼去，雙手迎進財神來”即爲對此風俗的描述。一般只有一些年輕人會在這一日舉行朋友或同學聚會。
- 大年初六：開市。扭秧歌，踩高跷。
- 大年初七：人勝節
- 大年初八：祭星。现在北京的各个庙会活动通常从初一开始，到初七或者初八结束。

关于过春节，在中国北方从农历腊月二十三日（小年）开始，有这样的民俗：二十三糖瓜粘；二十四扫房子；二十五磨豆腐；二十六去割肉；二十七杀只鸡；二十八把面发；二十九蒸馒头；大年三十熬一宿。

### 港澳

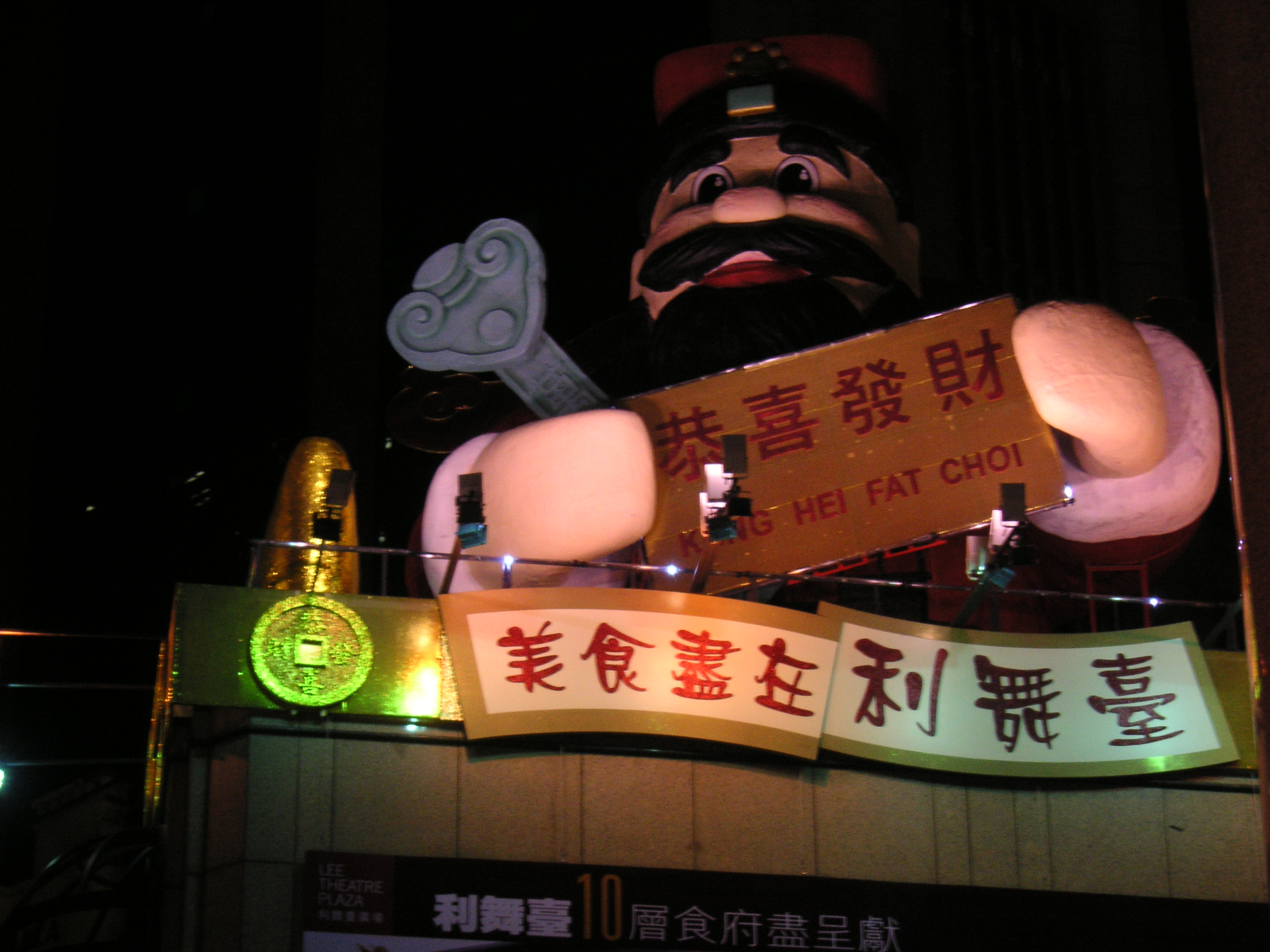
香港利舞台「恭喜發財」

，「招財進寶」的合書

農曆新年一向是香港、澳門最重要的節日。港澳的電視台在除夕和正月首三日都會有慶祝新年的綜藝節目，例如無綫電視（TVB）在荃灣荃新天地舉辦大型賀歲節目及2013年在全球舉辦大型新春倒數節目《TVB新春黃金慶典》。1991年為迎接羊年的到來，香港、廣州、澳門三地的電視台在農曆年三十晚聯合直播跨年倒數節目《省港澳呈祥迎新歲》, 也曾在1992年送羊迎猴之際，TVB的《歡樂今宵》在農曆年廿九晚在新、港、京、台四地全程直播跨年倒數節目，並名為《靈猴獻瑞喜團圓》。1979年後每隔10年無綫電視及廣東電視台珠江頻道直播《羊城賀歲萬家歡》、港台電視轉播央視的春節聯歡晚會、香港新春花車巡遊及香港賀歲煙花匯演。澳門跟隨香港同樣都有農曆新年花車巡遊匯演，於每年的正月初三舉行；澳門的農曆新年煙花表演更於2022年起由一場改為三場，於正月初三、正月初七及元宵節當天舉行。港澳不流行吃餃子，而只流行吃湯圓、年糕，但習俗和忌諱亦多不勝數，臚列如下：
- 年宵：香港政府舉辦的年宵市場在年廿四開始直到初一凌晨結束，分佈港九新界各地，以銅鑼灣維園規模最大，出售年花、風車、精品、小吃，自1990年代末開始，年宵市場亦流行一批香港流行文化產品，比如仿模古惑仔電影中打架用的吹氣摺椅、印有港幣鈔票的紙巾。近年更有許多年輕人競投年宵市場的攤位擺賣他們各式各樣的時髦創作和產品。澳門年宵市場由澳門特區官方市政署舉辦，自2008年起改於塔石廣場舉行，自每年的農曆十二月廿三日（部分日子為廿四日）起至正月初一日清晨二時結束[63]。
- 食品：傳統上，過年時要吃廣東年糕、蘿蔔糕、角仔、煎堆；一些家庭有吃湯丸習俗；傳統年盒放上瓜子、蓮子、各類糖果。飯菜常配上髮菜（發財）、蠔豉（好市）。
- 禁忌：「鞋」在粵語跟「骸」和嘆氣聲同音，「書」與「輸」同音，避免正月中選購；通勝意指通書，是查吉日的傳統曆法書，按俗要叫成「通勝」；香港人認為初一後理髮不祥，正月初一亦不宜洗髮，而初一至初三又有不動刀的傳統，因此過年前，理髮店門庭若市，部分會提高收費；封利市時，以「好事成雙，白事成單」的原則，利是的金額必須是雙數，而單數是白事時使用的數目。初三是「赤口」，易生口角，不宜拜年；懷有身孕、身有白事，亦不宜拜年；「死」、「慘」、「唉」及粗口等字眼屬於忌諱。如打破碗碟，要說「歲歲（碎碎）平安」或「落地開花，富貴榮華」。新年期間亦不掃地、不倒垃圾，怕掃財富出門外。

- 年廿八：「年廿八，洗邋遢」，年廿八時，家家戶戶要大掃除。

- 除夕：食團年飯，去廟宇上頭炷香。

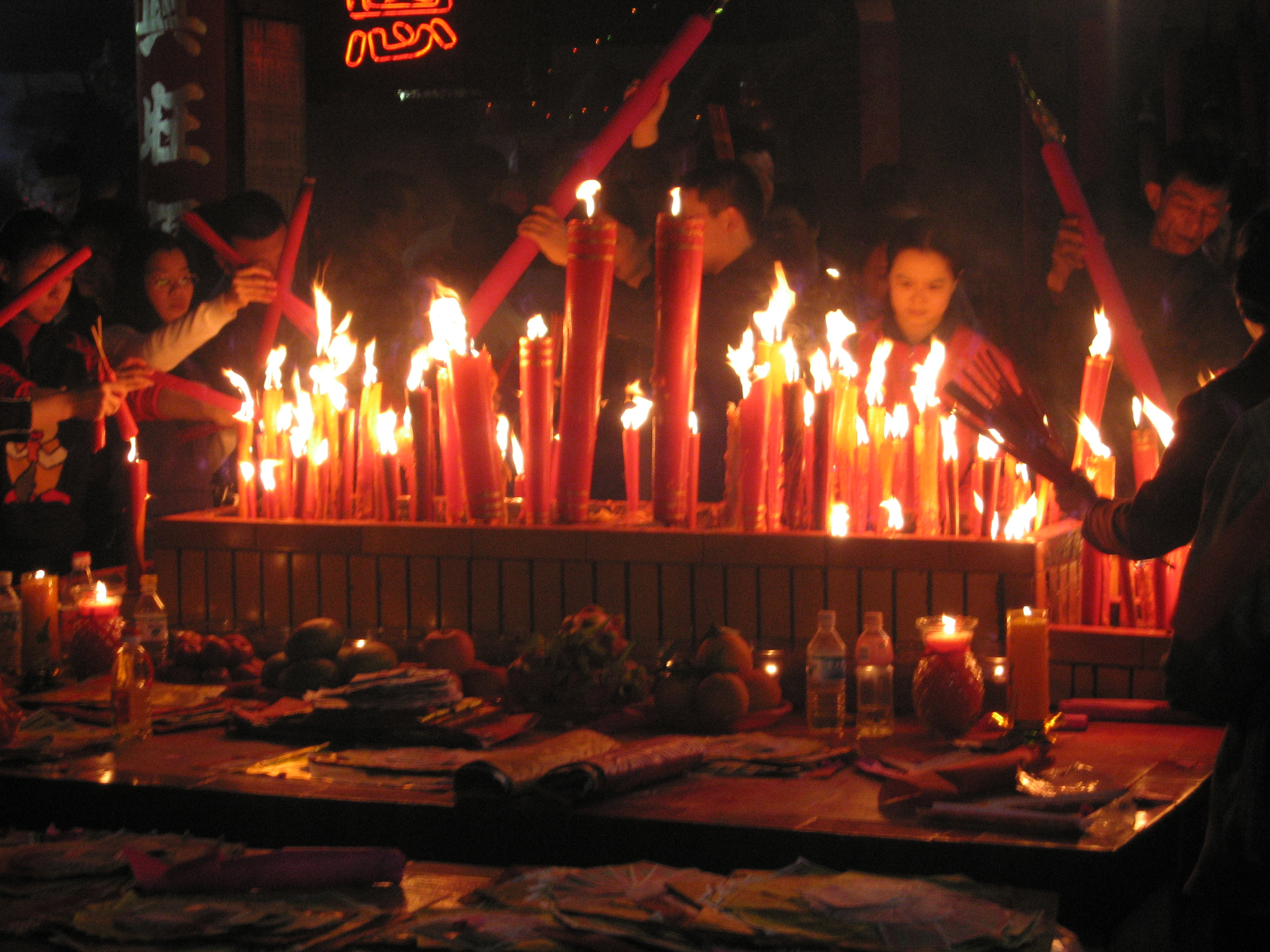
廣東梅州居民在除夕至廟宇燒香祈福

- 大年初一：拜年、在廟宇上完頭炷香、香港花車巡遊匯演、賀歲盃足球賽初賽，部分地方或城市更舉行煙火晚會。香港新界一些地方有吃盆菜、舞獅、祭祀活動。澳門舉行大金龍巡遊，由大三巴牌坊出發，途經議事亭前地等澳門歷史城區多座建築或其周邊，最後以媽閣廟前地或西灣湖廣場為終點，同時舉行多場社區巡演邀請本地、鄰近地區或海外表演隊伍演出[64]。
- 大年初二：香港新界鄉議局車公誕祈福、維多利亞港賀歲煙花匯演。
- 大年初三：赤口，傳統上認為這日容易與人爭吵，不宜拜年。是日部份人會觀看賀歲賽馬，或到沙田車公廟祈福。澳門有農曆新年花車巡遊匯演及首場農曆新年煙花匯演[65][66]。
- 大年初四：賀歲盃足球賽（決賽）。
- 初七：澳門舉行第二場農曆新年煙花匯演。
- 十五：元宵節，很多公園會有掛花燈，猜燈謎等活動，吸引不少民眾遊逛。新界一些鄉村或澳門媽祖文化村有點燈賀添丁習俗。人們也會吃湯丸，象徵團圓，同樣亦是年貨回收和再造之黃金大良機。澳門舉行最後一場農曆新年煙花匯演。

- 其他活動：至大埔林村許願樹參觀及祈福；往車公廟祈福；往黃大仙祠祈福；往圓玄學院拜太歲及看年花。自2022年起，於澳門各區舉行的幻彩耀濠江活動裝飾或燈光藝術裝置的擺設，跨年延伸至元宵節當天結束[67]。

### 马来西亚和新加坡

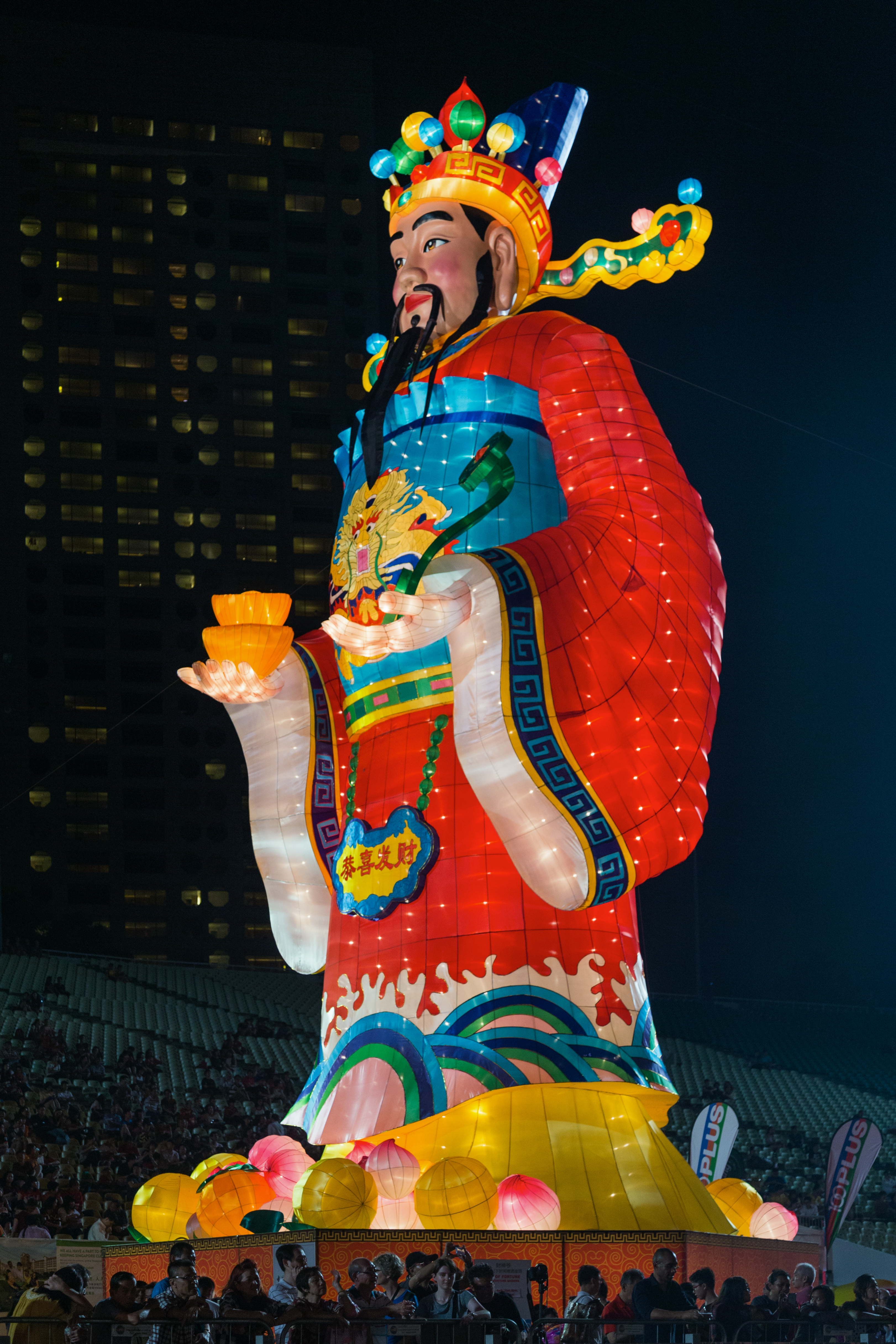
在農曆新年之際的裝飾（2016年新加坡）

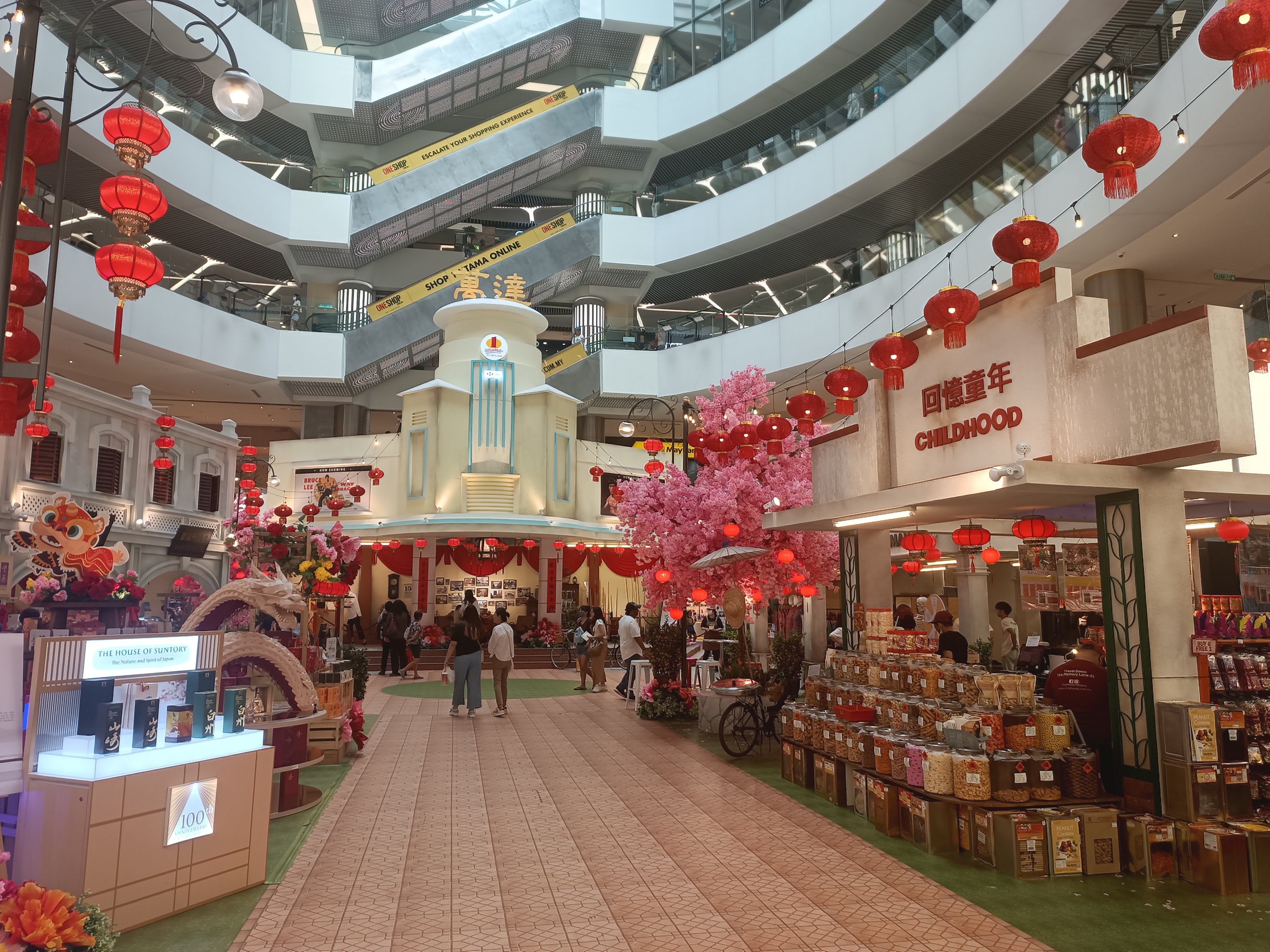
马来西亚万达广场于2024年的复古新春装饰和年货店铺

馬來西亞以及新加坡的華人眾多，亦有過春節之風俗。
- 初一前：購買賀年物品，俗稱「辦年貨」。
- 年三十晚：吃團圓飯。
- 初一：到廟宇上頭香、出門拜年。
- 初二：出門拜年，回娘家之日。
- 初三：通常不會外出拜年，因“赤口”，所以希望避免容易與人發生口角爭執，若有親朋好友尚未互相拜年，便會在年初四繼續。
- 初七：人日、撈魚生是新馬一帶獨有的年菜。準備好食材後要站起來，用筷子拌勻魚片和其他配料，邊說：「撈起，撈起，撈個風生水起！」而且要越撈越高，以示步步高升。
- 初九：如果是福建閩南人后裔則有天公誕，在初八深夜後之初九子時，各家便開始祭祀。
- 十五：元宵節，也稱為“中國情人節”，慶祝方式也有所不同：未婚女性會結伴到河邊拋柑祈求姻緣（男性則撈柑）[68]，而且普遍上沒有提燈籠或賞燈等習俗。

### 印尼
印尼西加里曼丹省山口洋市華裔社群每年都會熱鬧地歡庆春节和元宵节，在山口洋元宵节有特殊風俗。
- 初七 : 食用七種不同青菜，混在一起炒，传说能让眼睛光明。

### 泰國
泰國華裔的新春文化與泰國文化相融合，正月初一泰國華人不會急着拜年，而是會遵循佛教傳統先行到寺廟行布施禮，為僧侶準備食物和甜點，放入他們的缽中，祈求來年風調雨順、合家平安。

### 菲律賓
菲律賓華人的新春傳統保留華夏春節習俗，但菲律賓當地華裔還會擺放「八大圓」，即用8種圓形生果製作的裝飾，寓意發財、圓滿。這8種圓形生果包括：菠蘿、桔、蘋果、葡萄、芒果、檸檬、西瓜和木瓜。

### 加拿大
溫哥華唐人街到每年新春時候都成为了城市焦点。坐落在唐人街中的孙中山公园每年都承担起了春节、元宵灯会的任务，为當地華人展示精心设计，精美制作的花灯。在繁美的花灯下，游客还可以品尝到美味的传统小吃，例如：元宵、饺子和糖炒板栗；欣赏传统戲曲、舞蹈、猜灯谜、闔家團聚等華夏新年習俗。唯一区别就是温哥华的春节没有人放鞭炮。
加拿大聯邦政府從2017年起將每年農曆正月初一至十五正式定為官方節日“春節”（Spring Festival），但不放假。

### 蘇利南
南美洲國家蘇利南，為美洲地區除了巴拿馬以外唯一將華人新年定為國定假日的國家，起因於18世紀大量廣東、福建人越洋到此國工作，契約期滿後留在此地，迄今已有逾7萬人的華人群落，而該國總人數僅55萬餘人（2017年）。
2011年，苏里南政府宣布該年的春节为全国公共假日。2014年4月，苏里南政府将春节确定为全国永久公共节假日。2015年是苏里南将春节确定为法定节日后的首个农历新年。

## 節日安排
在漢字文化圈，春節是最重要的節日。基本上，近年來由於東亞文化影響力的提升，有為數可觀的亞洲國家和地區都將農曆新年定為公眾假期和國定假日，尚有兩個美洲國家（蘇里南和巴拿馬）以及一個非洲國家（毛里求斯）將春節定為假期。在中國大陸、香港、澳門、臺灣、南韓、日本、越南、馬來西亞、新加坡、印尼、汶萊、菲律賓、緬甸、蘇里南、毛里求斯，共計15國家及地區，其中包括東亞7國家或地區，東南亞8國家，美洲2國家，非洲1國家。
在日本，明治維新後假期從農曆改為西曆，但仍然保留傳統春節的習俗，故仍包括於此。在加拿大，新春被定為官方節日，但不放假。2023年12月22日，联合国将春节确定为联合国假日。
關於流行地區，在漢字文化圈（兩岸四地、韓國、朝鮮、越南以及日本）以及新加坡，全民或者幾乎全民皆慶祝春節。而在其他國家地區，春節只在該地漢字文化圈族裔內流行，而主體或者其他族裔基本不慶祝該節日，儘管被定為官方節日或者假日。
| 國家或地區 | 地域   | 法定假期天數 | 除夕                 | 正月初一     | 正月初二 | 正月初三       | 備註 |
| ---------- | ------ | ------------ | -------------------- | ------------ | -------- | -------------- | --- |
| 中国大陆   | 東亞   | 4            |                      |              |          |                | 法定假期为4天（除夕、农历正月初一、初二、初三）。自1949年12月23日国务院颁布《全国年节及纪念日放假办法》以来，春节为法定假日，放假三天，即农历正月初一、初二、初三（2007年第二次修订后一度调整为除夕至正月初二，2013年第三次修订改回正月初一至初三）。虽然春节一直为法定假日，但在文化大革命期间曾被取消，1970年代末才得以恢复。2001年起，国务院办公厅宣布春节假期与前后的双休日拼接调休，从而形成正月初一到初七7天的长假，俗称“春节黄金周”。2008年起，春节调休时间由正月初一到初七调整为除夕到正月初六。2013年，通过《国务院关于修改〈全国年节及纪念日放假办法〉的决定》，从法律上将除夕剔出春节法定假期，之后2014年按如此安排。之后由于民意反弹，2015年的安排恢复回以除夕为假期起始日；直到2024年安排再次回归以农历正月初一起始日，但在是年11月又再度修法将除夕重新纳入春节法定假期。 |
| 香港       | 東亞   | 3            |                      |              |          |                | 假期為正月首3日。2012年之前，如果正月首3日中任何一日碰巧是星期日，大除夕會被納入公眾假期，例如2007年的農曆正月初一（2月18日）碰巧是星期日，因此大除夕（2月17日）被納入公眾假期。另外，香港已通過法例，由2012年2月24日起，凡正月首三日中任何一日碰巧是星期日，則農曆正月初四將會成為補假，例如2017年的農曆正月初二（1月29日）碰巧是星期日，因此正月初四（1月31日）被納入公眾假期。 |
| 澳門       | 東亞   | 3            |                      |              |          |                | 假期為正月首3日。2012年之前，如果正月首3日中任何一日碰巧是星期日，大除夕會被納入公眾假期，例如2007年的農曆正月初一（2月18日）碰巧是星期日，因此大除夕（2月17日）被納入公眾假期。 |
| 臺灣       | 東亞   | 5            | （以及前一日）       |              |          |                | 假期自農曆小年夜至正月初三，共五日，遇到星期六或星期日則會補假。例如2017年的農曆正月初一（1月28日）適逢星期六、初二（1月29日）適逢星期日，因此初四（1月31日）及初五（2月1日）補假。但初五在習俗上為開市日，因此即使初五屬於補假日，也有不少商家開門營業。2019年春節假期適逢平日但初四（2月8日）星期五調整放假另擇日補上班日，合計可放9日假。 |
|            | 東亞   | 3            |                      |              |          |                | 假期是正月首三日。 |
|            | 東亞   | 1            |                      |              |          |                | 假期为正月初一。 |
| 日本       | 東亞   | 6            | （西曆，以及前两日） | （西曆）     | （西曆） | （西曆）       | 假期為西曆12月29日至1月3日。明治維新後假期從農曆改為西曆，但仍然保留傳統春節的習俗，故仍包括於此。 |
| 越南       | 東南亞 | 6            |                      |              |          | （以及後兩日） | 假期为除夕至正月首五日，共六日。 |
| 新加坡     | 東南亞 | 2            |                      |              |          |                | 假期为正月首2日。如果正月首2日中任何一日碰巧是星期日，正月初三會成為補假。例如2013年的農曆正月初一（2月10日）碰巧是星期日，因此正月初三（2月12日）被納入公眾假期。又如2017年的農曆正月初二（1月29日）碰巧是星期日，因此正月初三（1月30日）被納入公眾假期。 |
| 马来西亚   | 東南亞 | 2            |                      |              |          |                | 假期为正月首2日。如果正月首2日中落在星期六和日，正月初三和初四會成為補假，如果正月首2日中任何一日碰巧是星期日，正月初三會成為補假。例如来临的2020年的農曆正月初一和初二（1月25日和26日）碰巧是星期六和日，因此正月初三和初四（1月27日和28日）被納入公眾假期。 |
|            | 東南亞 | 1            |                      |              |          |                | 假期为正月首日。 |
| 印度尼西亞 | 東南亞 | 1            |                      |              |          |                | 假期为正月首日。自蘇哈托於1998年倒台後，印尼孔教總會透過聲稱農曆新年為紀念孔子誕辰的節日，使農曆新年自2003年起成为公众假期。 |
| 菲律賓     | 東南亞 | 1            |                      |              |          |                | 假期為正月首日，2013年起成為公眾假期。 |
| 緬甸       | 東南亞 | 1            |                      |              |          |                | 假期為正月首日。 |
| 泰國       | 東南亞 | 1            |                      | （部分地區） |          |                | 並非全國性的假期，那拉提瓦府、北大年府、也拉府、沙敦府（以上皆為2012年起）和宋卡府（2014年起）將農曆新年視為公共假期，放假1天，假期為正月首日。其他地區僅限泰國華人和部分私營部門放假。慶祝活動通常從除夕夜的前一天開始連續三天。 |
| 加拿大     | 美洲   | 0            |                      |              |          |                | 加拿大聯邦政府從2017年起將每年農曆正月初一至十五正式定為官方節日“春節”（Spring Festival），但不放假。 |
| 美国       | 美洲   | 1            |                      | （加州）     |          |                | 雖然農曆新年不是美國的聯邦假日，但它是一些主要城市的學校假期，包括紐約和費城。美國亞裔人口最多的加州於2023年首次定農曆新年為該州的法定假日。2023年9月9日，紐約州宣佈農曆新年為該州各地的公校假日。 |
| 蘇利南     | 美洲   | 1            |                      |              |          |                | 假期為正月首日，2015年起成為公眾假期，唯二定華夏新年為法定假日的美洲國家。 |
| 巴拿马     | 美洲   | 1            |                      |              |          |                | 假期為正月首日，2022年起成為公眾假期，唯二定華夏新年為法定假日的美洲國家。 |
| 毛里求斯   | 非洲   | 1            |                      |              |          |                | 假期為正月首日，唯一定華夏新年為法定節日的非洲國家。 |

### 引用
1. 1 2  司马迁.  . 维基文库 （中文）. 夏，漢改歷，以正月為歲首
2. ↑  . 人民网. 2023-12-23  [2023-12-23]. （原始内容存档于2024-01-21）.
3. ↑  . www.news.cn.   [2024-12-05]. （原始内容存档于2024-12-07）.
4. ↑  . UNESCO. 2024-12-05  [2024-12-05]. （原始内容存档于2024-12-05）.
5. ↑  《東京夢華錄．卷六．正月》：「正月一日年節，開封府放關撲三日。士庶自早互相慶賀。」
6. ↑  《金瓶梅》：「重和元年新正月元旦，西門慶早起冠冕，穿大紅，天地上燒了紙，吃了點心，備馬就拜巡按賀節去了」。
7. ↑  晉傅充妻辛氏〈元正〉：「元正啟令節，嘉慶肇自茲」。
8. ↑  李適〈元日退朝觀軍仗歸營〉：「獻歲視元朔，萬方咸在庭。端旒揖群後，回輦閱師貞。彩仗宿華殿，退朝歸禁營。分行左右出，轉旆風雲生。」
9. ↑  王安石〈元日〉：「爆竹聲中一歲除，春風送暖入屠蘇。千門萬戶曈曈日，總把新桃換舊符。」
教育部國語辭典. .
10. ↑  教育部國語辭典. .
11. ↑  教育部國語辭典. .
12. ↑  教育部國語辭典. .
13. ↑  《康熙字典》：「唐書·禮樂志：正旦羣臣上千秋萬歲壽，制曰履新之慶」。（冬至云履長之慶）
教育部國語辭典. .
14. ↑  . 金門日報.   [2023-01-28]. （原始内容存档于2019-09-01）.
15. ↑  臺灣閩南語常用詞辭典. .
16. ↑  孔颖达.  . 维基文库 （中文）. 改正朔者，正謂年始，朔謂月初，言王者得政，示從我始，改故用新，隨寅、丑、子所建也。周子，殷丑，夏寅，是改正也；周夜半，殷雞鳴，夏平旦，是易朔也。
17. ↑  司马迁.  . 维基文库 （中文）. 王者易姓受命，必慎始初，改正朔，易服色，推本天元，順承厥意。
18. ↑  公羊高.  . 维基文库 （中文）. 春者何？歲之始也。
19. ↑  黃世平，《中國傳統天文曆法通書》，三環出版社，1991年11月，ISBN 7865647194
20. ↑  北大讲座编委会. . 第八辑. 北京: 北京大学出版社. 2005: 5. ISBN 7-301-09219-9 （中文（中国大陆））. 1914年1月北京政府内务部在致袁世凯的呈文中提出：“拟请定阴历元旦为春节，端午为夏节，中秋为秋节，冬至为冬节。凡我国民均得休息，在公人员亦准给假一日。”袁世凯批准了该呈文。
21. ↑  . 香港政府一站通. 2018-05-01  [2019-02-06]. （原始内容存档于2021-01-17） （中文（香港））.
22. ↑  . 澳門特別行政區政府入口網站. 2018-08-18  [2019-02-06]. （原始内容存档于2020-12-05） （中文（澳門））.
23. 1 2   (PDF). 香港立法局. 1968-04-10  [2023-03-31]. （原始内容存档 (PDF)于2023-03-31）. It is considered that the phrase “Lunar New Year” is more appropriate for formal usage than “Chinese New Year”
24. ↑  Aslaksen, Helmer.  (PDF). 新加坡國立大學. 2010-07-17  [2017-10-09]. （原始内容存档 (PDF)于2018-03-04）.
25. ↑  s:天經或問 (四庫全書本)/卷3：世人但知 子属本日 始得亥為本日終時 殊不知 子對中正初之刻為本日始時 夜子初四刻為本日終時
26. ↑  Aslaksen, Helmer.  (PDF). 新加坡國立大學. 2010-07-17  [2018-02-14]. （原始内容存档 (PDF)于2018-03-04）.
27. ↑   . 维基文库 （中文）.
28. ↑  秦弓. . 北京: 華齡出版社. 1997. ISBN 9787800827921.
29. ↑  常敬宇. . 北京大学出版社. 1995. ISBN 9787301028391.
30. 1 2 3  . 中国网 (中国互联网新闻中心).   [2010-01-25]. （原始内容存档于2020-02-20）.
31. ↑  . 搜狐新闻.   [2017-01-27]. （原始内容存档于2020-11-10）.
32. ↑  . 新浪历史 (新华网). （原始内容存档于2020-12-01）.
33. 1 2  . 中国共产党新闻网. 人民网. 2012-01-19  [2017-02-12]. （原始内容存档于2017-03-12）.
34. ↑  . 法律出版社. 1985 （中文（简体））.
35. ↑  宋史．職官志三
36. ↑  s:文昌雜錄/卷三
37. ↑  精選書摘. . The News Lens 關鍵評論網. 2016-02-10  [2018-08-05]. （原始内容存档于2020-12-05） （中文（臺灣））. 至於中秋、重陽、端午、七夕等節日，最多只有三天假期，甚至縮減為一天假期。……宋朝每年長達七天的假日只有三個，即元日、冬至與寒食。
38. ↑  Kaizhou., Li,; 李開周. .  Chu ban. Taibei Shi. ISBN 9789571365213. OCLC 942703570.
39. ↑  李開周. . CTnews書刊.   [2018-08-08]. （原始内容存档于2018-08-08） （中文（臺灣））.
40. ↑  . 新华网. 2015-02-18  [2017-03-11]. （原始内容存档于2017-03-12）.
41. ↑  徐傑舜，2004，《漢族風俗史》第五卷，學林出版社
42. ↑  中國社會科學院. 近代史研究所，《中華民國史研究三十年(1972-2002)》「國民黨中央宣傳部一再強調: "舊曆是一本陰陽五行的類書，迷信日程的令典，我們要破除迷信，就要廢除舊曆，實行國歷"；又說: "迷信是國民革命進程上的障礙物，舊曆是迷信的參謀本部，我們要完成革命的工作，就要廢除舊曆，實行國歷。」
43. ↑  . 法廣. 2019-02-05  [2019-02-06]. （原始内容存档于2019-08-16）.
44. ↑  .   [2022-01-31]. （原始内容存档于2022-01-31）.
45. ↑  .   [2014-10-28]. （原始内容存档于2021-02-10）.
46. ↑   (PDF). Historical Laws of Hong Kong Online. 1947-01-10  [2023-03-31]. （原始内容存档 (PDF)于2023-03-31）.
47. ↑   (PDF). Historical Laws of Hong Kong Online. 1947-01-10  [2023-03-31]. （原始内容存档 (PDF)于2023-03-31）.
48. ↑   (PDF). 香港立法局. 1967-03-01  [2023-03-31]. （原始内容存档 (PDF)于2022-10-29）.
49. ↑  歷任港督 - 歲月·港台 節目資料庫 （页面存档备份，存于）. 香港電台
50. ↑   (PDF). 澳門政府公報 (澳門: 官印局). 1982年1月23日, (1982年第4期)  [2023年3月31日]. （原始内容存档 (PDF)于2022年5月18日）.
51. ↑  .   [2018-01-13]. （原始内容存档于2019-06-09）.
52. ↑  Flanagan, Alice K. . Compass Point Books.   [2008-11-04]. （原始内容存档于2014-02-04）.
53. ↑   (PDF). South East Asia Group [an agency introducing foreign workers to work in Taiwan].   [2012-01-29]. （原始内容 (PDF)存档于2016-03-17）. (JPEG). South East Asia Group.   [2015-02-18]. （原始内容存档于2021-01-24） （中文（繁體））.
54. ↑  . www.chinese-lessons.com.   [2008-11-04]. （原始内容存档于2021-03-09）.
55. ↑  . eChineseLearning.com.   [2012-12-20]. （原始内容存档于2015-01-05）.
56. ↑  . 世界廣告.   [2023-04-07]. （原始内容存档于2023-02-16）.
57. ↑  畢明. . am730. 2011-02-10  [2023-04-07]. （原始内容存档于2023-02-16）.
58. ↑  .   [2023-04-07]. （原始内容存档于2023-02-16）.
59. ↑  . 搜狐. 2018-02-13  [2019-03-27]. （原始内容存档于2019-03-27）.
60. ↑  . 199IT. 2017-01-28  [2018-12-23]. （原始内容存档于2020-12-01）.
61. ↑  . www.sohu.com.   [2019-02-03]. （原始内容存档于2020-06-29）.
62. ↑  .   [2021-11-18]. （原始内容存档于2021-12-23）.
63. ↑  . 市政署（IAM）. 澳門特別行政區新聞局. 2022年12月30日.
64. ↑  . 旅遊局（DST）. 澳門特別行政區新聞局. 2024年2月10日  [2024年2月26日]. （原始内容存档于2024年2月27日）.
65. ↑  . 澳門特別行政區新聞局. 2013年2月1日.
66. ↑  . 澳門日報. 2013-02-01.
67. ↑  . 力報. 2023-01-31  [2023-01-31]. （原始内容存档于2023-02-07）.
68. ↑  .   [2008-01-07]. （原始内容存档于2017-02-14）.
69. 1 2  . 明報. 2019-02-05  [2019-02-06]. （原始内容存档于2021-03-11）.
70. 1 2 3  張維俏. . 澎湃新聞. 2017-02-04. （原始内容存档于2021-02-10）.
71. ↑  . www.cia.gov.   [2019-04-21]. （原始内容存档于2019-07-02）.
72. ↑  . 新闻频道_央视网(cctv.com). 2023-12-26  [2024-12-05]. （原始内容存档于2023-12-25） （中文）.
73. ↑  . www.china.com.cn.   [2018-02-05]. （原始内容存档于2020-09-25）.
74. ↑  . www.gov.cn.   [2023-12-05]. （原始内容存档于2023-12-05）.
75. ↑  马娟. . www.gov.cn.   [2023-12-05]. （原始内容存档于2023-12-05）.
76. ↑  马娟. . www.gov.cn.   [2023-12-05]. （原始内容存档于2023-12-05）.
77. ↑  郭晓婷. . www.gov.cn.   [2023-12-05]. （原始内容存档于2023-12-05）.
78. ↑  . 中国政府网.   [2024-11-12]. （原始内容存档于2024-11-13）.
79. ↑  . 全國法規資料庫. 2025-05-28 （中文（臺灣））.
80. ↑  中国日报网. . 新浪新闻.   [2014-12-01]. （原始内容存档于2021-02-10）.
81. ↑  .   [2016-09-15]. （原始内容存档于2020-11-23）.
82. ↑  . evisa.moip.gov.mm.   [2025-01-18]. （原始内容存档于2023-12-22）.
83. 1 2 3 4   (PDF).   [2023-11-26]. （原始内容存档 (PDF)于2023-12-26）.
84. ↑   (PDF).   [2023-11-26]. （原始内容存档 (PDF)于2019-12-09）.
85. ↑  Wulfsberg, Paul. . ShareAmerica. 2023-01-18  [2023-01-20]. （原始内容存档于2023-01-28） （美国英语）.
86. ↑  . www.governor.ny.gov.   [2023-09-10]. （原始内容存档于2024-01-18） （英语）.
87. ↑  Times, Global. . www.globaltimes.cn.   [2022-06-29]. （原始内容存档于2022-05-19）.
88. ↑  网易. . www.163.com. 2021-11-13  [2022-06-29].[]
89. ↑  . www.sohu.com.   [2022-06-29] （英语）.

### 书籍
- 小雪、贺炜. . 中国华侨出版社. ISBN 7-80120-587-1.